# Lord High Steward
Lord High Steward é um cargo no Reino Unido entre os Grandes Oficiais de Estado. O cargo mantém-se vago desde 1421, exceto nas coroações de monarcas e no julgamento dos membros da Câmara dos Lordes, funções presididas pelo Lord High Steward (Alto Lorde Comissário). 
Geralmente, mas nem sempre, o Lorde Chanceler era nomeado para atuar como Lord High Steward, normalmente em decisões apelativas judiciais de ultima instância. O julgamento de pares da Câmara dos Lordes foi abolido em 1948, com a exceção do julgamento de casos de impeachment (apesar de obsoleto). 
Havia a "Court of the Lord High Steward" (Corte do Alto Lorde Comissário) que entrava em funcionamento quando o Parlamento não estava em sessão. 
Antes apenas um título honorário, com o tempo passou a tornar-se como um dos cargos mais poderosos do Reino Unido. No final do século XII, o cargo era dado ao Conde de Lencastre. Quando a casa de Lancaster ascendeu ao trono em 1399, Henrique IV fez seu segundo filho, Thomas de Lancaster, Duque de Clarence, Lord High Steward. Ele manteve a posição até sua morte em 1421.
O Lord High Steward of Ireland em contraste, é um titulo hereditário, também conhecido como Hereditary Great Seneschal (Grão-Senescal Hereditário), investido no Condado de Shrewsbury, Waterford e Talbot, que é primeiro Conde da Irlanda, Chetwynd-Talbot. 

## Lord High Stewards da Inglaterra, 1186-1421
- Robert, Segundo Conde de Leicester 1154-1168
- Robert Blanchemains, Terceiro Conde de Leicester 1168-1190
- Robert FitzPernel, Quarto Conde de Leicester 1190-1204
- Simon de Montfort, Quinto Conde de Leicester 1206-1218
- Simon de Montfort, Sexto Conde de Leicester 1218-1265
- Edmund, Primeiro Conde de Lancaster 1265-1296
- Thomas, Segundo Conde de Lancaster 1296-1322
- Henry, Terceiro Conde de Lancaster 1324-1345
- Henry of Grosmont, Duque de Lancaster 1345-1361
- John of Gaunt, Primeiro Duque de Lancaster 1362-1399
- Henry of Bolingbroke, Segundo Duque de Lancaster 1399
- Thomas of Lancaster, Primeiro Duque de Clarence 1399-1421

## Lord High Stewards de Inglaterra nas Coroações, 1422-presente
- incompleto
- O Duque de Buckingham 1509
- The Lord Russell 1547
- O Conde de Derby 1553
- O Conde de Nottingham 1603
- O Duque de Ormonde 1661
- O Duque de Ormonde 1685
- O Conde de Devonshire 1689
- O Duque de Devonshire 1702
- O Duque de Grafton 1714
- O Duque de Dorset 1727
- O Conde Talbot 1761
- O Marquês de Anglesey 1821
- O Duque de Hamilton 1831
- O Duque de Hamilton 1838
- O Duque de Marlborough 1902
- O Duque de Northumberle 1911
- O Marquês de Salisbury 1937
- O Visconde de Cunningham de Hyndhope 1953

## Lord High Stewards de Inglaterra nos Julgamentos de Pares,1422-presente
- incompleto antes de 1660
- O Duque de Buckingham, no julgamento de O Duque de Clarence, 1478
- O Conde de Oxford, no julgamento de O Conde de Warwick, 1499
- O Duque de Norfolk, no julgamento de O Duque de Buckingham, 1521
- O Duque de Norfolk, no julgamento de Anne Boleyn, 1536
- The Lord Audley de Walden, no julgamento de Lord Montagu e Marquês de Exeter, 1538
- The Lord Audley de Walden, no julgamento de Lord Dacre, 1541
- O Conde de Arundel, no julgamento de Lord Stourton, 1557
- O Marquês de Northampton, no julgamento de Lord Wentworth, 1559
- O Conde de Shrewsbury, no julgamento de O Duque de Norfolk, 1571
- O Conde de Derby, no julgamento de O Conde de Arundel e Surrey, 1589
- The Lord Buckhurst, no julgamento de O Conde de Essex, 1601
- O Conde de Arundel e Surrey, no julgamento de O Conde de Strafford, 1641
- O Conde de Clarendon, Lord Chancellor, no julgamento de The Lord Morley, 1666
- The Lord Finch, Lord Chancellor, no julgamento de The Lord Cornwallis, 1676
- The Lord Finch, Lord Chancellor, no julgamento de O Conde de Pembroke
- The Lord Finch, Lord Chancellor, no julgamento de O Conde de Danby, 1679
- The Lord Finch, Lord Chancellor, no julgamento de O Conde de Powis; O Visconde de Stafford; The Lord Arundell de Wardour; The Lord Petre; e The Lord Belasyse, 1679
- The Lord Finch, Lord Chancellor, no julgamento de O Visconde de Stafford, 1680
- The Lord Jeffreys, Lord Chancellor, no julgamento de The Lord Delamere, 1685
- O Marquês de Carmarthen, Lord President of the Council, no julgamento de The Lord Mohun, 1693
- The Lord Somers, Lord Chancellor, no julgamento de O Conde de Warwick; e The Lord Mohun, 1699
- The Lord Cowper, Lord Chancellor, no julgamento de O Conde de Derwentwater; The Lord Widdrington; O Conde de Nithsdale; O Conde de Carnwath; O Visconde de Kenmure; e The Lord Nairne, 1716
- The Lord Cowper, Lord Chancellor, no julgamento de O Conde de Winton, 1716
- The Lord Cowper, Lord Chancellor, no julgamento de O Conde de Oxford e Mortimer, 1717
- The Lord King, Lord Chancellor, no julgamento de O Conde de Macclesfield, 1725
- O Conde de Hardwicke, Lord Chancellor, para o julgamento de O Conde de Kilmarnock; O Conde de Cromartie, e The Lord Balmerinoch, 1746
- O Conde de Hardwicke, Lord Chancellor, para o julgamento de The Lord Lovat, 1747
- The Lord Henley, Lord Keeper, para o julgamento de The Earl Ferrers, 1760
- O Conde de Northington, Lord Chancellor, para o julgamento de The Duquesa de Kingston, 1765
- The Lord Thurlow, Lord Chancellor, para o julgamento de Warren Hastings, 1788-1793
- The Lord Loughborough, Lord Chancellor, para o julgamento de Warren Hastings 1793-1795
- The Lord Erskine, Lord Chancellor, para o julgamento de O Visconde de Melville 1806
- The Lord Denman, Lord Chief Justice of the Queen's Bench, para o julgamento de O Conde de Cardigan, 1841
- O Conde de Halsbury, Lord Chancellor, no julgamento de The Earl Russell, 1901
- O Visconde de Hailsham, Lord Chancellor, no julgamento de The Lord de Clifford, 1935: ultimo julgamento de pares.